# 日本物理学会
一般社団法人日本物理学会（いっぱんしゃだんほうじんにほんぶつりがっかい）は、1877年（明治10年）に創立された学会である。

## 概要
自然科学の学会として、日本で最初に創立された。創立当初は、東京数学会社といい、のちに東京数学物理学会（さらに日本数学物理学会）に改組、1946年日本数学会と組織を分け、日本物理学会設立総会が開催された。ホームページでは、学会の創立時期を1877年までさかのぼって言及している。
英語名は The Physical Society of Japan であり、略称は JPS を使う。PSJ としていないのは、アメリカ物理学会 American Physical Society の略称 APS を真似ているからである。なお、科学学術雑誌Journal of the Physical Society of Japan の略称 JPSJ においては、PSJ の順番である。両方のスペリングを併用している学会は、世界的にも珍しい。

## 活動
会員数は約18000名。
国内の大学を会場として、春と秋に年次大会と春季（秋季）大会を開いており、おのおの 3000 人から 5000 人くらいの参加者が集まる。各国の物理学会と相互協定を結び、互いの会員が同等の資格で活動に参加できるようにしている。

## 沿革
- 1877年 - 東京数学会社として設立
- 1884年 - 東京数学物理学会に改組
- 1918年 - 日本数学物理学会に改称
- 1946年4月29日 - 日本数学物理学会から独立、日本物理学会として設立総会を開く（日本数学会は同年6月に設立総会）[1]。
- 1966年 - 米軍から研究助成金を受けていたことが発覚し、国会でも追及される。
- 1995年 - 日本物理学会創立50周年
- 2000年 - 応用物理学会と共同で、物理系学術誌刊行協会（IPAP）を設立
- 2008年 - 物理系学術誌刊行協会を、物理系学術誌刊行センター(IPAP)に改称
- 2025年 - 毎年11月3日を「物理の日」と制定。日付は湯川秀樹が日本人初のノーベル賞（物理学賞）を受賞することが決定・発表された日（1949年11月3日）と、日本で発見された元素「ニホニウム」の原子番号113にちなむ[2]。

## 組織
日本物理学会には、総会・理事会・各委員会・支部からなる組織がある。以下は概要を記載する。

### 総会
春季大会開催時に、日本物理学会会員による総会を実施。総会では、会員各位からの提案や議案によって、会の運営や規則、さらには代議員等の選出を行う。代議員による推薦・投票によって、会長・副会長・理事・監事を選出する。規則関連に関しては、日本物理学会誌などに添付。基本的には、各学術研究機関、各企業、各教育組織の規則が優先される。各機関内の会員から推薦を受けた場合のみ、入会を承認することになっている。

### 理事・監事
社団法人の運営形態をとるため、会の運営を行う理事及び監事を設けている。両方とも、代議員による推薦及び投票によって、議決が行われ選出される。任期は1年。再選も可である（最長2年）。
理事及び監事の仕事は、各領域毎の論文の審査や年次総会の準備などを行う。また、文部科学省及び日本学術会議への報告等を行う。各領域毎に委員会を設置しているため、理事は各領域の委員長を兼務する。理事は、基本的には日本学術会議における物理領域の代表者としての業務を行う。

### 会長
全正会員による投票により選出される。具体的には以下の手続きにより選任される。
①代議員による投票を3回行い、代議員推薦の候補者を選定。
②代議員推薦の候補者名を正会員に広報し、正会員に投票を求める。正会員は，会長として適任と思われる者1名を、上記代議員推薦の候補者に限らず、全正会員の中から選び投票する。投票はWeb投票もしくは郵送による投票が可能。
③理事会は、正会員の投票による最高得票者を次期副会長 （次々期会長）候補として総会に付議する。その付議の上、理事会の決議により選定。

### 委員会
物理刊行事業、公募紹介を初めとする、各事業を行うにあたり、総会及び物理学会事務局直属の委員会を設けている。各委員会は、支部からの推薦によって決まる。

### 支部
定款により、北から順に北海道支部、東北支部、新潟支部、北陸支部、名古屋支部、京都支部、大阪支部、中国支部、四国支部、九州支部の10支部を置いている。
支部委員は、会員からの推薦によって決まる。

### 会員
基本的に正会員及び学生会員のみである。どちらの会員でも、正会員2名の推薦が必要である。賛助会員は、会の活動を支援する会員のため、特に推薦は必要ない。
入会申込書は、春季大会もしくは秋季大会前の、発表論文募集の号に添付。もしくは、日本物理学会ホームページより入手可能である。

## 主な事業
- 各大会は、各領域毎の研究発表を実施。
- 物理学に関する一般向けの公開シンポジウムなども企画し行い、この成果を公刊。
- 物理学会誌は、基本的に査読論文の掲載が主であるが、ポスター発表資料等も掲載を実施。
- 物理教育学会及び応用物理学会との共催によって、物理学オリンピックへの参加支援なども実施。
- 各国の物理学会に習い、現在では公募人事案件などの紹介も実施。

### 賞
- 論文賞を設け、優秀論文を表彰。
- 米沢富美子記念賞を設け、女性会員を表彰。
- 若手奨励賞を設け、若手研究者を表彰。
- 学生優秀発表賞を設け、日本物理学会において優秀な発表を行った学生を表彰。
- 物理教育功労賞を設け、日本物理学会Jr.セッションにおいて生徒の発表の指導を行った先生を表彰。

## 歴代会長
歴代会長は以下の通り。
1. 清水武雄（1946年）
2. 落合麒一郎（1946年 - 1947年）
3. 木内政蔵（1947年 - 1948年）
4. 山内恭彦（1948年 - 1949年）
5. 武藤俊之助（1949年 - 1950年）
6. 平田森三（1950年 - 1951年）
7. 小谷正雄（1951年 - 1952年）
8. 山内恭彦（1952年 - 1953年）
9. 茅誠司（1953年 - 1954年）
10. 小谷正雄（1954年 - 1955年）
11. 湯川秀樹（1955年 - 1956年）
12. 有山兼孝（1956年 - 1957年）
13. 永宮健夫（1957年 - 1958年）
14. 友近晋（1958年 - 1959年）
15. 今井功（1959年 - 1960年）
16. 鳩山道夫（1960年 - 1961年）
17. 高橋秀俊（1961年 - 1962年）
18. 熊谷寛夫（1962年 - 1963年）
19. 今井功（1963年 - 1964年）
20. 久保亮五（1964年 - 1965年）
21. 伏見康治（1965年 - 1966年）
22. 高橋秀俊（1966年 - 1967年）
23. 伊藤順吉（1967年 - 1968年）
24. 小林稔（1968年 - 1969年）
25. 西川哲治（1969年 - 1970年）
26. 伊藤順吉（1970年 - 1971年）
27. 宮原将平（1971年 - 1972年）
28. 小野周（1972年 - 1973年）
29. 松原武生（1973年 - 1974年）
30. 小野周（1974年 - 1975年）
31. 熊谷寛夫（1975年 - 1976年）
32. 松原武生（1976年 - 1977年）
33. 宮原将平（1977年 - 1978年）
34. 小野周（1978年 - 1979年）
35. 小口武彦（1979年 - 1980年）
36. 宮原将平（1980年 - 1981年）
37. 有馬朗人（1981年 - 1982年）
38. 牧二郎（1982年 - 1983年）
39. 星埜禎男（1983年 - 1984年）
40. 上村洸（1984年 - 1985年）
41. 市川芳彦（1985年 - 1986年）
42. 山口嘉夫（1986年 - 1987年）
43. 小沼通二（1987年 - 1988年）
44. 大野公男（1988年 - 1989年）
45. 牧二郎（1989年 - 1990年）
46. 石井武比古（1990年 - 1991年）
47. 小沼通二（1991年 - 1992年）
48. 伊達宗行（1992年 - 1993年）
49. 小林澈郎（1993年 - 1994年）
50. 伊達宗行（1994年 - 1995年）
51. 江沢洋（1995年 - 1996年）
52. 米沢富美子（1996年 - 1997年）
53. 佐藤勝彦（1997年 - 1998年）
54. 興地斐男（1998年 - 1999年）
55. 佐藤文隆（1999年 - 2000年）
56. 鈴木増雄（2000年 - 2001年）
57. 長岡洋介（2001年 - 2002年）
58. 北原和夫（2002年 - 2003年）
59. 潮田資勝（2003年 - 2004年）
60. 和達三樹（2004年 - 2005年）
61. 佐藤勝彦（2005年 - 2006年）
62. 坂東昌子（2006年 - 2007年）
63. 鹿児島誠一（2007年 - 2008年）
64. 二宮正夫（2008年 - 2009年）
65. 大貫惇睦（2009年 - 2010年）
66. 永宮正治（2010年 - 2011年）
67. 倉本義夫（2011年 - 2012年）
68. 家泰弘（2012年 - 2013年）
69. 斯波弘行（2013年 - 2014年）
70. 兵頭俊夫（2014年 - 2015年）
71. 藤井保彦（2015年 - 2016年）
72. 藤井保彦（2016年 - 2017年）
73. 川村光（2017年 - 2018年）
74. 川村光（2018年 - 2019年）
75. 永江知文（2019年 - 2020年）
76. 永江知文（2020年 - 2021年）
77. 田島節子（2021年 - 2022年）
78. 田島節子（2022年 - 2023年）
79. 長谷川修司（2023年 - 2024年）
80. 長谷川修司（2024年 - 2025年）
81. 宮下精二（2025年 - 2026年）

## 出版物
- 日本物理学会誌（機関誌）…査読付きの原著論文を扱う論文誌ではなく、物理学の動向や社会との関わりなどの報告・解説を扱う日本語の会誌[5]。刊行後2年までの記事は有料で閲覧可能。
- Journal of the Physical Society of Japan（英文論文誌）…査読がある[6]
- Progress of Theoretical Physics（略称：PTP）（英文論文誌）
- 大学の物理教育

### その他
- 日本物理学会編で、一般向けの解説書、大学学部以上向け教科書などが刊行されている。

## 相互協定
- The American Physical Society
- Association of Asia Pacific Physical Societies(AAPPS)
- The Australian Institute of Physics
- Deutsche Physikalische Gesellschaft (German Physical Society)
- European Physical Society
- The Institute of Physics
- New Journal of Physics
- Korean Physical Society
- Mexican Physical Society
- The Physical Society of Hong Kong
- The Physical Society of Republic of China
- The Polish Physical Society